# Khezarra
Khezarra est une commune de la wilaya de Guelma en Algérie, nommé aussi Ben Smih, elle se situe à 16 km au sud est du chef lieu, Guelma. 